# Mietinsaari
Mietinsaari är en 17,78 km2 stor ö i sjön Saimen och i kommunen Ruokolax och landskapet  Södra Karelen. Öns största längd är 7,6 kilometer i sydöst-nordvästlig riktning. Den hade 12 permanent bosatta personer år 2009. 